# Outside Society
Outside Society est une compilation de Patti Smith, sortie en septembre 2011 sur Arista Records. C'est la deuxième compilation après Land (1975-2002), paru en 2002.
Les titres sont ordonnés chronologiquement.

## Liste des titres
| No  | Titre                                                         | Auteur                                   | Extrait de l'album     | Durée |
| --- | ------------------------------------------------------------- | ---------------------------------------- | ---------------------- | ----- |
| 1.  | Gloria                                                        | Van Morrison, Patti Smith                | Horses (1975)          | 5:52  |
| 2.  | Free Money                                                    | Smith, Lenny Kaye                        | Horses                 | 3:50  |
| 3.  | Ain't It Strange                                              | Smith, Ivan Král                         | Radio Ethiopia (1976)  | 6:35  |
| 4.  | Pissing in a River                                            | Smith, Kral                              | Radio Ethiopia         | 4:50  |
| 5.  | Because the Night                                             | Smith, Bruce Springsteen                 | Easter (1978)          | 3:22  |
| 6.  | Rock N Roll Nigger                                            | Smith, Kaye                              | Easter                 | 4:52  |
| 7.  | Dancing Barefoot                                              | Smith, Kral                              | Wave (1979)            | 4:16  |
| 8.  | Frederick                                                     | Smith                                    | Wave                   | 3:03  |
| 9.  | So You Want to Be a Rock 'n' Roll Star                        | Jim McGuinn, Chris Hillman               | Wave                   | 4:18  |
| 10. | People Have the Power                                         | Smith, Fred "Sonic" Smith                | Dream of Life (1988)   | 5:06  |
| 11. | Up There Down There                                           | Smith, Smith                             | Dream of Life          | 4:48  |
| 12. | Beneath the Southern Cross                                    | Smith, Kaye                              | Gone Again (1996)      | 4:34  |
| 13. | Summer Cannibals                                              | Smith, Fred "Sonic" Smith                | Gone Again             | 4:09  |
| 14. | 1959                                                          | Smith, Tony Shanahan                     | Peace and Noise (1997) | 3:58  |
| 15. | Glitter in Their Eyes (Chœurs par Michael Stipe & Wade Raley) | Smith, Oliver Ray                        | Gung Ho (2000)         | 3:03  |
| 16. | Lo and Beholden                                               | Kaye, Smith                              | Gung Ho                | 4:19  |
| 17. | Smells Like Teen Spirit                                       | Kurt Cobain, Dave Grohl, Krist Novoselic | Twelve (2007)          | 5:47  |
| 18. | Trampin'                                                      | Traditionnel                             | Trampin' (2004)        | 2:52  |